# Grasski-Europacup
Der Grasski-Europacup war ein Wettbewerb im Grasskilauf, der von 1971 bis 2000 ausgetragen wurde. Dabei wurde während mehrerer Rennen in jeder Saison ein Gesamtsieger und eine Gesamtsiegerin ermittelt. Im Jahr 2000 wurde der Europacup parallel zum neu eingeführten Grasski-Weltcup letztmals veranstaltet, seit 2001 gibt es nur noch den Weltcup.

## Gesamtsieger
Die erfolgreichste Sportlerin im Grasski-Europacup war die Österreicherin Ingrid Hirschhofer, die von 1979 bis 2000 19-mal die Gesamtwertung gewann. Bei den Herren holte Erwin Gansner die meisten Gesamtsiege. Der Schweizer gewann von 1975 bis 1987 sechsmal den Europacup.
Folgende Tabelle bietet eine Übersicht aller Gesamtsieger des Grasski-Europacups:
| Jahr | Herren            | Damen              |
| ---- | ----------------- | ------------------ |
| 1971 | Richard Martin    | Christine Martin   |
| 1972 | Richard Martin    | Brigitte Zeller    |
| 1973 | Walter Zimmer     | Françoise Marchand |
| 1974 | Walter Zimmer     | Françoise Marchand |
| 1975 | Erwin Gansner     | Françoise Marchand |
| 1976 | Franz Kaiser      | Karin Winter       |
| 1977 | Walter Zimmer     | Karin Winter       |
| 1978 | Erwin Gansner     | Karin Winter       |
| 1979 | Erwin Gansner     | Ingrid Hirschhofer |
| 1980 | Erwin Gansner     | Ingrid Hirschhofer |
| 1981 | Erwin Gansner     | Ingrid Hirschhofer |
| 1982 | Richi Christen    | Ingrid Hirschhofer |
| 1983 | nicht ausgetragen | nicht ausgetragen  |
| 1984 | Richi Christen    | Ingrid Hirschhofer |
| 1985 | Markus Dejori     | Ingrid Hirschhofer |
| 1986 | Richi Christen    | Ingrid Hirschhofer |
| 1987 | Erwin Gansner     | Ingrid Hirschhofer |
| 1988 | keine Wertung     | keine Wertung      |
| 1989 | Rainer Großmann   | Ingrid Hirschhofer |
| 1990 | Rainer Großmann   | Ingrid Hirschhofer |
| 1991 | Marcus Peschek    | Katja Krey         |
| 1992 | Marcus Peschek    | Ingrid Hirschhofer |
| 1993 | Marcus Peschek    | Ingrid Hirschhofer |
| 1994 | Marcus Peschek    | Ingrid Hirschhofer |
| 1995 | Marcus Peschek    | Ingrid Hirschhofer |
| 1996 | Christian Balek   | Ingrid Hirschhofer |
| 1997 | Christian Balek   | Ingrid Hirschhofer |
| 1998 | Christian Balek   | Ingrid Hirschhofer |
| 1999 | Christian Balek   | Ingrid Hirschhofer |
| 2000 | Jan Němec         | Ingrid Hirschhofer |

## Belege
- Übersicht der Gesamtsieger auf sports123.com, zuletzt abgerufen am 15. Mai 2011 (Weblinks nicht mehr abrufbar).